# Кабаченко Олександр Олександрович
Олександр Олександрович Кабаченко (нар. 5 липня 1971, Запоріжжя, УРСР) — український футболіст, півзахисник.

## Життєпис
Олександр Кабаченко народився 5 липня 1971 року. Вихованець запорізького футболу.
На професіональному рівні дебютував у 1988 році в складі запорізького «Торпедо», яке на той час виступало у Другій лізі чемпіонату СРСР. Того сезону Олександр зіграв лише 1 матч. У 1988 та 1991 роках виступав у складі іншого представника другої ліги радянського чемпіонату, вінницької «Ниви», в складі якого зіграв 32 матчі та відзначився 1 голом. У 1991 році виступав у футболці аматорського клубу «Поділля» (Красилів).
У 1992 році покинув Україну та перейшов до калінінградської «Балтика», в складі якої в другому дивізіоні російського чемпіонату зіграв 21 матч та відзначився 4-ма голами, ще 2 матчі (1 гол) за калінінградський клуб провів у кубку Росії.
Сезон 1992/93 року провів в Україні, в складі клубу «Кранобудівник», який на той час змагався в аматорському чемпіонаті України. У футболці «Кранобудівника» відзначився 2-ма забитими м'ячами.
З 1994 по 2000 роки виступав у футбольних клубах Запоріжжя: «Віктор», «Металург» та «Торпедо».

## Досягнення
- Третя ліга чемпіонату України
  -  Бронзовий призер (1): 1993/94